# Elisha Cook Jr.
Elisha Vanslyck Cook Jr. (San Francisco, 26 dicembre 1903 – Big Pine, 18 maggio 1995) è stato un attore statunitense.

## Biografia
Nato a San Francisco ma cresciuto a Chicago, era figlio di Elisha Vanslyck Cook Sr., farmacista di professione, e dell'attrice Helen Roslyn Henry. Iniziò a recitare all'età di 14 anni partecipando a spettacoli di vaudeville in diverse località del mid-west e dell'est degli Stati Uniti finché non approdò a New York, dove nel 1933 venne scritturato da Eugene O'Neill per la sua commedia Ah, Wilderness!, che rimase in cartellone a Broadway per due anni.
Nel 1936 si trasferì a Hollywood, dove firmò un contratto con la 20th Century Studios interpretando alcuni ruoli giovanili, e in seguito completò la sua formazione di attore con una lunga gavetta in ruoli di personaggi sadici, malvagi e perdenti.
Spesso impiegato come caratterista in ruoli di gangster in numerosi film noir e polizieschi, fu anche interprete di telefilm e film western (fra gli altri fu guest star ne Gli uomini della prateria, popolare serial trasmesso fra il 1959 e il 1965) ed ebbe una carriera lunghissima, quasi sessantennale, che si sviluppò dall'esordio cinematografico del 1930 alla partecipazione con il ruolo ricorrente di "Rampino" alla fortunata serie televisiva Magnum, P.I. negli anni ottanta. Fu attivo anche in teatro e televisione. Dotato di grande espressività drammatica, Cook recitò con i maggiori registi del suo tempo, fra cui Stanley Kubrick, che lo diresse in  Rapina a mano armata (1956), noir girato accanto a Sterling Hayden (film che ispirò Quentin Tarantino per il suo film di culto Le iene).
La sua interpretazione più nota rimane tuttavia quella del gangster nevrotico Wilmer Cook, alle prese con il duro Humphrey Bogart (alias Sam Spade), ne Il mistero del falco (1941), film diretto da John Huston e tratto dal romanzo Il falcone maltese. Recitò anche al fianco di Marilyn Monroe ne La tua bocca brucia (1952). Per la televisione fu tra gli interpreti della serie classica Star Trek (segnatamente nell'episodio del 1967 Corte marziale).

### Vita privata

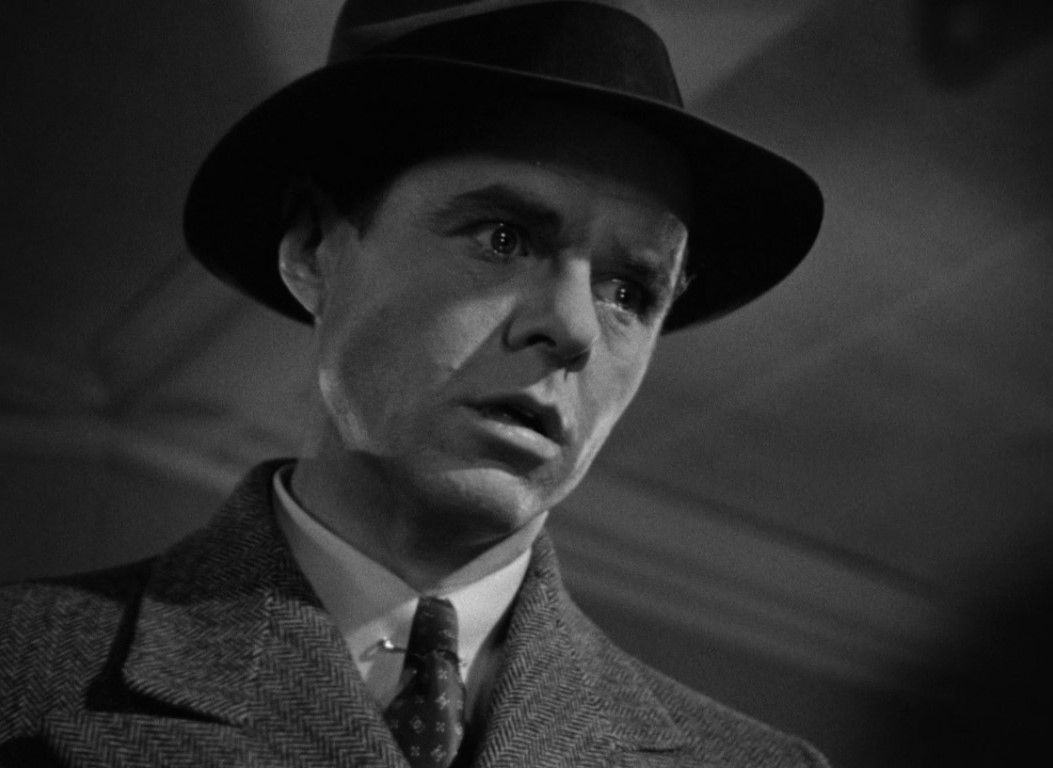
Elisha Cook Jr. ne Il mistero del falco (1941).

Nel 1928 si sposò con la cantante Mary Duckley, dalla quale divorziò il 4 novembre 1941. Due anni più tardi sposò Peggy McKenna, anch'ella nativa dell'Illinois, con cui rimase per oltre venticinque anni e poi, dopo una breve rottura nel 1968, per altri diciannove dal 1971 fino alla morte di lei nel 1990.
Per sua stessa ammissione, Cook non volle mai entrare a far parte del mondo di Hollywood, da lui ritenuto turbolento, ipocrita ed effimero, prediligendo di gran lunga la vita di campagna, all'aria aperta e in totale solitudine. Il 18 maggio 1995, all'età di 91 anni, morì colpito da un ictus nella casa di riposo dove risiedeva a Big Pine, un piccolo villaggio situato sulle sponde del Lago Sabrina, nella Sierra Nevada (California).

## Filmografia parziale

### Cinema
- Honor Among Lovers, regia di Dorothy Arzner (1931) - non accreditato
- Due nella folla (Two in a Crowd), regia di Alfred E. Green (1936)
- L'amore è novità (Love Is News), regia di Tay Garnett (1937)
- Vendetta (They Won't Forget), regia di Mervyn LeRoy (1937)
- Quei cari parenti (Danger - Love at Work), regia di Otto Preminger (1937)
- Pattuglia sottomarina (Submarine Patrol), regia di John Ford (1938)
- Lo sconosciuto del terzo piano (Stranger on the Third Floor), regia di Boris Ingster (1940)
- Una notte a Broadway (Tin Pan Alley), regia di Walter Lang (1940)
- Il sergente York (Sergeant York), regia di Howard Hawks (1941)
- Colpo di fulmine (Ball of Fire), regia di Howard Hawks (1941)
- Il mistero del falco (The Maltese Falcon), regia di John Huston (1941)
- Situazione pericolosa (I Wake Up Screaming), regia di H. Bruce Humberstone (1941)
- Hellzapoppin', regia di Henry C. Potter (1941)
- Sim salà bim (A-Haunting We Will Go), regia di Alfred L. Werker (1942)
- Così vinsi la guerra (Up in Arms), regia di Elliott Nugent (1944)
- La donna fantasma (Phantom Lady), regia di Robert Siodmak (1944)
- Acque scure (Dark Waters), regia di André De Toth (1944)
- Dark Mountain, regia di William Berke (1944)
- Lo sterminatore (Dillinger), regia di Max Nosseck (1945)
- La mischia dei forti (Joe Palooka, Champ), regia di Reginald Le Borg (1946)
- La taverna dei quattro venti (Two Smart People), regia di Jules Dassin (1946)
- Il grande sonno (The Big Sleep), regia di Howard Hawks (1946)
- Perfido inganno (Born to Kill), regia di Robert Wise (1947)
- La disperata notte (The Long Night), regia di Anatole Litvak (1947)
- Violenza (The Gangster), regia di Gordon Wiles (1947)
- L'amante del gangster (Flaxy Martin), regia di Richard L. Bare (1949)
- Il grande Gatsby (The Great Gatsby), regia di Elliott Nugent (1949)
- Il cane della sposa (Behave Yourself!), regia di George Beck (1951)
- La tua bocca brucia (Don't Bother to Knock), regia di Roy Ward Baker (1952)
- Il cavaliere della valle solitaria (Shane), regia di George Stevens (1953)
- La mia legge (I, the Jury), regia di Harry Essex (1953)
- Per la vecchia bandiera (Thunder Over the Plains), regia di André De Toth (1953)
- Rullo di tamburi (Drum Beat), regia di Delmer Daves (1954)
- Timberjack, regia di Joseph Kane (1955)
- L'imputato deve morire (Trial), regia di Mark Robson (1955)
- Il cacciatore di indiani (The Indian Fighter), regia di André De Toth (1955)
- Rapina a mano armata (The Killing), regia di Stanley Kubrick (1956)
- I gangster non perdonano (Accused of Murder), regia di Joseph Kane (1956)
- L'isola stregata degli zombies (Voodoo Island), regia di Reginald Le Borg (1957)
- L'uomo solitario (The Lonely Man), regia di Henry Levin (1957)
- Anonima omicidi (Chicago Confidential), regia di Sidney Salkow (1957)
- La strada della rapina (Plunder Road), regia di Hubert Cornfield (1957)
- Faccia d'angelo (Baby Face Nelson), regia di Don Siegel (1957)
- La casa dei fantasmi (House on Haunted Hill), regia di William Castle (1959)
- La notte senza legge (Day of the Outlaw), regia di André De Toth (1959)
- I perduti dell'isola degli squali (Platinum High School), regia di Charles F. Haas (1960)
- College Confidential, regia di Albert Zugsmith (1960)
- I due volti della vendetta (One-Eyed Jacks), regia di Marlon Brando (1961)
- Quella strana condizione di papà (Papa's Delicate Condition), regia di George Marshall (1963)
- Sinfonia di morte (Black Zoo), regia di Robert Gordon (1963)
- La città dei mostri (The Haunted Palace), regia di Roger Corman (1963)
- Johnny Cool, messaggero di morte (Johnny Cool), regia di William Asher (1963)
- 1000 dollari per un Winchester (Blood on the Arrow), regia di Sidney Salkow (1964)
- La spia dal cappello verde (The Spy in the Green Hat), regia di Joseph Sargent (1967)
- Tempo di terrore (Welcome to Hard Times), regia di Burt Kennedy (1967)
- Rosemary's Baby - Nastro rosso a New York (Rosemary's Baby), regia di Roman Polański (1968)
- Quel fantastico assalto alla banca (The Great Bank Robbery), regia di Hy Averback (1969)
- El Condor, regia di John Guillermin (1970)
- La banda di Jesse James (The Great Northfield Minnesota Raid), regia di Philip Kaufman (1972)
- Blacula, regia di William Crain (1972)
- Pat Garrett e Billy Kid (Pat Garrett & Billy the Kid), regia di Sam Peckinpah (1973)
- L'imperatore del Nord (Emperor of the North Pole), regia di Robert Aldrich (1973)
- Electra Glide (Electtra Glide in Blue), regia di James William Guercio (1973)
- Il messia del diavolo (Messiah of Evil), regia di Willard Huyck e Gloria Katz (1973)
- Cheyenne (Winterhawk), regia di Charles B. Pierce (1975)
- L'uccello tutto nero (The Black Bird), regia di David Giler (1975)
- Candidato all'obitorio (St. Ives), regia di J. Lee Thompson (1976)
- 1941 - Allarme a Hollywood (1941), regia di Steven Spielberg (1979)
- Il campione (The Champ), regia di Franco Zeffirelli (1979)
- Tom Horn, regia di William Wiard (1980)
- Carny - Un corpo per due uomini (Carny), regia di Robert Kaylor (1980)
- Hammett - Indagine a Chinatown (Hammett), regia di Wim Wenders (1982)
- Incatenato all'inferno (The Man Who Broke 1,000 Chains), regia di Daniel Mann (1987)

### Televisione
- The Philip Morris Playhouse – serie TV, episodio 1x22 (1954)
- Alfred Hitchcock presenta (Alfred Hitchcock Presents) – serie TV, episodio 1x06 (1955)
- TV Reader's Digest – serie TV, episodio 2x24 (1956)
- Climax! – serie TV, episodio 3x08 (1956)
- Crusader – serie TV, episodio 2x08 (1956)
- Panico (Panic!) – serie TV, episodio 2x01 (1958)
- General Electric Theater – serie TV, episodi 6x16-9x23-10x09 (1958-1961)
- Johnny Staccato – serie TV, episodi 1x07-1x21 (1959-1960)
- Peter Gunn – serie TV, episodio 2x24 (1960)
- Tightrope – serie TV, episodio 1x23 (1960)
- Thriller – serie TV, episodio 1x11 (1960)
- Indirizzo permanente (77 Sunset Strip) – serie TV, episodio 4x04 (1961)
- Surfside 6 – serie TV, episodio 2x06 (1961)
- Gli uomini della prateria (Rawhide) – serie TV, episodi 3x22-7x03 (1961-1964)
- Outlaws – serie TV, episodio 2x13 (1962)
- The Dick Powell Show – serie TV, episodi 2x09-2x19 (1962-1963)
- Dakota (The Dakotas) – serie TV, episodio 1x19 (1963)
- La legge del Far West (Temple Houston) – serie TV, episodio 1x06 (1963)
- La legge di Burke (Burke's Law) – serie TV, episodio 3x06 (1965)
- Selvaggio west (The Wild Wild West) – serie TV, episodi 1x09-1x22 (1965-1966)
- I sentieri del west (The Road West) – serie TV, episodio 1x10 (1966)
- Le spie (I Spy) – serie TV, episodio 2x16 (1966)
- Bonanza – serie TV, episodi 7x33-12x03 (1966-1970)
- Star Trek – serie TV, episodio 1x20 (1967)
- Cimarron Strip – serie TV, episodio 1x06 (1967)
- Starsky & Hutch – serie TV, episodio 1x10 (1975)
- Quincy (Quincy, M.E.) – serie TV, episodi 2x03-3x11 (1977)
- Notte di morte (Dead of Night), regia di Dan Curtis – film TV (1977)
- La donna bionica (The Bionic Woman) – serie TV, episodio 2x22 (1977)
- Le notti di Salem (Salem's Lot) – miniserie TV (1979)
- Un detective dal Paradiso (It Came Upon the Midnight Clear), regia di Peter H. Hunt – film TV (1984)
- Ai confini della realtà (The Twilight Zone) – serie TV, un episodio (1986)
- Magnum, P.I. – serie TV, 13 episodi (1981-1988)
- ALF – serie TV, un episodio (1988)

## Doppiatori italiani
Nelle versioni in italiano delle opere in cui ha recitato, Elisha Cook Jr. è stato doppiato da:
- Gianfranco Bellini ne il cavaliere della valle solitaria, L'imputato deve morire, La strada della rapina, La casa dei fantasmi, I due volti della vendetta, Quel fantastico assalto alla banca
- Stefano Sibaldi in La tua bocca brucia, Il cabaret dell'inferno, Situazione pericolosa
- Roberto Gicca ne Il cacciatore di indiani, Per la vecchia bandiera
- Augusto Marcacci in Rapina a mano armata, L'uomo solitario
- Vinicio Sofia in Acque scure, Il cane della sposa
- Adolfo Geri in Lo sconosciuto del 3º piano
- Mauro Zambuto in Così vinsi la guerra
- Paolo Stoppa in La donna fantasma
- Carlo Romano ne Il grande Gatsby
- Sergio Tedesco in La città dei mostri
- Oreste Lionello in Rosemary's Baby - Nastro rosso a New York
- Mario Milita in Starsky & Hutch
- Giorgio Lopez in Incatenato all'inferno
- Vincenzo Ferro in ALF
- Valerio Ruggeri in Le notti di Salem (ridoppiaggio)
- Elio Marconato ne Il mistero del falco (ridoppiaggio)